# Djurgårdens IF herrfotboll 1966
Djurgårdens IF Fotboll, säsongen 1966. Denna säsong tog Djurgården sitt åttonde SM-guld efter att ha vunnit Allsvenskan.
Inför säsongen lockades bra spelare som Arne Arvidsson, Torsten Furukrantz, Hans "Tjalle" Mild, Leif Eriksson och Hans Nilsson till hårdsatsande IK Sirius FK i Uppsala, och ordförande Sigge Bergh letade lämpliga ersättare till Djurgården och lyckades bra med att hitta nya talanger då man inte valde att köpa in "färdiga storspelare".
De två derbymatcherna mot AIK lockade till sig knappt 25 000 åskådare, medan sista allsvenska matchen mot IFK Norrköping lockade till sig säsongens största publik: 39 772 åskådare.

## Mästartrupp
Mästarlaget: Ronney Pettersson (målvakt), Inge Karlsson, Claes Cronqvist, Jan-Erik "Prillan" Sjöberg (mittfältare), Willy Gummesson, Gösta "Knivsta" Sandberg, Kay Wieståhl, Peder Persson, Leif Eriksson, Conny Granqvist, Sven Lindman och Jan Öhman.

## Tränarstab
- Ordförande: Sigge Bergh
- Ledarteam: Torsten Lindberg och Bo Brattlöf

## Matcher

### Allsvenskan
Allsvenskan spelades enligt vår/höst-säsong med 12 lag där varje lag hade dubbelmöten med de 11 övriga lagen vilket summerar antalet omgångar till 22.
Hemmamatcher: 11 stycken (Stadion: 3 st, Råsunda: 8 st inklusive ett hemmaderby).
Tabellrad: 22 15 3 4 46-17 (+29) 33p
| Omgång | Datum        | Motståndare     | H / B | Resultat | Publik | Arena              |
| ------ | ------------ | --------------- | ----- | -------- | ------ | ------------------ |
| 1      | 24 april     | Örgryte IS      | B     | 3–1      | 6 930  | Gamla Ullevi       |
| 2      | 1 maj        | IFK Göteborg    | H     | 2–0      | 9 306  | Råsunda            |
| 3      | 5 maj        | IFK Norrköping  | B     | 0–3      | 9 543  | Idrottsparken      |
| 4      | 15 maj       | Degerfors IF    | B     | 3–1      | 3 244  | Stora Valla        |
| 5      | 25 maj       | AIK             | H     | 1–0      | 24 735 | Råsunda            |
| 6      | 1 juni       | Örebro SK       | H     | 3–0      | 6 200  | Råsunda            |
| 16     | 7 juni       | GAIS            | B     | 0–0      | 11 881 | Ullevi             |
| 7      | 12 juni      | Helsingborgs IF | B     | 4–2      | 6 973  | Olympia            |
| 8      | 16 juni      | IK Brage        | H     | 4–0      | 6 332  | Råsunda            |
| 9      | 8 augusti    | Malmö FF        | H     | 3–0      | 10 357 | Stockholms Stadion |
| 10     | 11 augusti   | IF Elfsborg     | H     | 0–0      | 10 371 | Stockholms Stadion |
| 11     | 18 augusti   | IF Elfsborg     | B     | 1–2      | 13 925 | Ryavallen          |
| 12     | 21 augusti   | Örgryte IS      | H     | 3–0      | 6 620  | Stockholms Stadion |
| 13     | 31 augusti   | Malmö FF        | B     | 2–0      | 6 854  | Malmö Stadion      |
| 14     | 4 september  | Örebro SK       | B     | 2–1      | 4 844  | Eyravallen         |
| 15     | 8 september  | GAIS            | H     | 1–2      | 5 723  | Råsunda            |
| 17     | 22 september | AIK             | B     | 0–1      | 24 051 | Råsunda            |
| 18     | 2 oktober    | Degerfors IF    | H     | 4–0      | 3 242  | Råsunda            |
| 19     | 9 oktober    | IK Brage        | B     | 1–0      | 2 706  | Domnarvsvallen     |
| 20     | 16 oktober   | Helsingborgs IF | H     | 2–0      | 4 266  | Råsunda            |
| 21     | 20 oktober   | IFK Göteborg    | B     | 4–4      | 17 686 | Ullevi             |
| 22     | 30 oktober   | IFK Norrköping  | H     | 3–0      | 39 772 | Råsunda            |

### Mässcupen
| Omgång             | Datum             | Motståndare        | H / B | Resultat | Målskyttar   | Domare        | Publik | Arena                    |
| ------------------ | ----------------- | ------------------ | ----- | -------- | ------------ | ------------- | ------ | ------------------------ |
| Omgång 1 match 1/2 | 24 augusti 1966   | Lokomotive Leipzig | H     | 1-3      | Persson 60'  | Hans Granlund | 1 580  | Stockholms Stadion       |
| Omgång 1 match 2/2 | 27 september 1966 | Lokomotive Leipzig | B     | 1-2      | Wieståhl 69' | Jef Dorpmans  | 6 158  | Leipziger Zentralstadion |